# Club Voleibol Torrelavega
Club Voleibol Torrelavega, ou Cantabria Infinita, est un club espagnol de volley-ball fondé en 1966 et basé à Torrelavega, évolue pour la saison 2013-2014 en Superliga-2.

## Palmarès
- Championnat d'Espagne
  - Vainqueur : 1979.
  - Finaliste : 1977, 1978, 1980.
- Copa de la Reina
  - Vainqueur : 1979, 1980.
  - Finaliste : 1995.

## Effectifs

### Saison 2013-2014
Entraîneur : Alejandro Manuel Rio Canosa  Espagne